# 巴貝塔縣

巴貝塔縣在阿薩姆邦的位置

巴貝塔縣是印度東北部阿薩姆邦的一個縣，面積3,245平方公里，六成居民信奉伊斯蘭教，2011年人口1,693,190，人口密度每平方公里522人。行政中心巴尔佩塔。

## 外部連結
- Barpeta district official website （页面存档备份，存于）
- （页面存档备份，存于） List of places in Barpeta